# Simiskina procotes
Simiskina procotes är en fjärilsart som beskrevs av De Nicéville 1895. Simiskina procotes ingår i släktet Simiskina och familjen juvelvingar. Inga underarter finns listade i Catalogue of Life.